# Mike Grella
Mike Grella est un joueur américain de soccer né le 23 janvier 1987 à Glen Cove dans l'État de New York. Ailier gauche, il commence sa carrière professionnelle en Angleterre puis, après un bref passage au Danemark, rejoint la Major League Soccer.

## Biographie
Avant de venir en Angleterre, Grella était amateur, il fut amené par Simon Grayson en 2009. Très souvent remplaçant, il marque son premier but pour le club en match amical de pré-saison contre Burnley (victoire 2-1).
Le 17 février 2015, Grella signe avec la MLS et les Red Bulls de New York à la suite d'un essai fructueux.

## Statistiques
| Saison                | Club                     | Championnat           | Championnat | Championnat | Coupe(s) nationale(s) | Coupe(s) nationale(s) | Compétition(s) continentale(s) | Compétition(s) continentale(s) | Compétition(s) continentale(s) | Séries | Séries | Total | Total |
| Saison                | Club                     | Division              | M.          | B.          | M.                    | B.                    | Comp.                          | M.                             | B.                             | M.     | B.     | M.    | B.    |
| 2008-2009             | Leeds United             | League One            | 11          | 0           | 1                     | 0                     | -                              | -                              | -                              | -      | -      | 12    | 0     |
| 2009-2010             | Leeds United             | League One            | 17          | 1           | 11                    | 4                     | -                              | -                              | -                              | -      | -      | 28    | 5     |
| 2010-2011             | Leeds United             | Championship          | 1           | 0           | 1                     | 0                     | -                              | -                              | -                              | -      | -      | 2     | 0     |
| Sous-total            | Sous-total               | Sous-total            | 29          | 1           | 13                    | 4                     | -                              | -                              | -                              | -      | -      | 42    | 5     |
| 2010-2011             | Carlisle United (prêt)   | League One            | 10          | 3           | 1                     | 0                     | -                              | -                              | -                              | -      | -      | 11    | 3     |
| 2010-2011             | Swindon Town (prêt)      | League One            | 7           | 1           | 0                     | 0                     | -                              | -                              | -                              | -      | -      | 7     | 1     |
| 2011-2012             | Brentford FC             | League One            | 11          | 0           | 6                     | 4                     | -                              | -                              | -                              | -      | -      | 17    | 4     |
| 2011-2012             | Bury FC                  | League One            | 10          | 4           | 0                     | 0                     | -                              | -                              | -                              | -      | -      | 10    | 4     |
| 2012-2013             | Scunthorpe United        | League One            | 25          | 1           | 4                     | 1                     | -                              | -                              | -                              | -      | -      | 29    | 2     |
| 2013-2014             | Viborg FF                | Superligaen           | 2           | 0           | 0                     | 0                     | -                              | -                              | -                              | -      | -      | 2     | 0     |
| 2014                  | Railhawks de la Caroline | NASL                  | 7           | 2           | 2                     | 0                     | -                              | -                              | -                              | -      | -      | 9     | 2     |
| 2015                  | Red Bulls de New York    | MLS                   | 33          | 9           | 3                     | 1                     | -                              | -                              | -                              | 4      | 0      | 40    | 10    |
| 2016                  | Red Bulls de New York    | MLS                   | 32          | 7           | 2                     | 1                     | LCC                            | 2                              | 0                              | 2      | 0      | 38    | 8     |
| 2017                  | Red Bulls de New York    | MLS                   | 8           | 0           | 1                     | 0                     | LCC                            | 2                              | 0                              | -      | -      | 11    | 0     |
| Sous-total            | Sous-total               | Sous-total            | 73          | 16          | 6                     | 2                     | -                              | 4                              | 0                              | 6      | 0      | 89    | 18    |
| 2018                  | Crew de Columbus         | MLS                   | 12          | 1           | 0                     | 0                     | -                              | -                              | -                              | -      | -      | 12    | 1     |
| Total sur la carrière | Total sur la carrière    | Total sur la carrière | 186         | 29          | 32                    | 11                    | -                              | 4                              | 0                              | 6      | 0      | 228   | 40    |

## Palmarès
Leeds United
- Vice-champion de League One en 2010

 Red Bulls de New York
- Finaliste de la Coupe des États-Unis en 2017